# Бергман, Густав фон
Гу́став фон Бе́ргман (нем. Gustav von Bergmann; 21 марта (1 апреля) 1749, Нейермюлен, Лифляндская губерния, Российская империя — 14 (26) июня 1823, Руйиена, Вольмарский уезд, Лифляндская губерния, Российская империя) — российский лютеранский пастор, издатель, переводчик и  филолог немецкого происхождения; асессор лифляндской обер-консистории, почётный член Московского общества естествоиспытателей.

## Биография
Густав Бергман родился 21 марта 1749 года в Нейермюлене (ныне Адажи), близ Риги в семье рижского купца Бальтазара фон Бергмана и его жены Анны Элизабет. Его братьями были Бальтазар (1736—1789), Амвросий (1740—1784) и Либориус (1754—1823). До пятнадцати лет мальчик обучался дома, в 1763 году поступил в Веймарскую гимназию, а с 1767 по 1770 год изучал богословие в Лейпцигском университете.
По возвращении на родину, Г. Бергман в 1771 году получил место пастора в Арраше, близ Вендена, в 1780 году перешёл пастором в Салисбург, а в 1785 году — в Руйен.
В 1807 году Бергман был определён асессором в лифляндскую обер-консисторию. вскоре он получил приглашение занять место пастора Аннинской церкви, в Санкт-Петербурге, но отказался.
На должности сельского пастора, вращаясь преимущественно среди крестьянского населения, Бергман обратил внимание на значительную смертность крестьянских детей от оспы и занялся «оспопрививанием». В течение тридцати лет им сделано около 12 тысяч прививок, по особому, им самим изобретенному способу, который был рассмотрен и одобрен Медицинскою коллегией. За труды по оспопрививанию Бергман получил в 1802 году золотую медаль, с надписью: «За полезное».
В 1806 году Бергман был избран почетным членом Московского общество испытателей природы. В бытность в Руйене, Бергман имел свою типографию, в которой напечатал много книг, ставших библиографической редкостью уже в начале XIX века. Подробный перечень этих книг приведён в словаре Напирского; там же указан перечень и собственных сочинений Бергмана, посвященных истории Лифляндии и летскому языку. После Бергмана остался в рукописи исправленный им словарь летского языка.
В 1787 году Бергман был возведён в дворянское Римской империи достоинство.
Густав фон Бергман скончался 14 июня 1823 года в городе Руйиена (ныне Латвия).